# 김철윤
김철윤(1990년 7월 23일 ~ )은 대한민국의 배우이다.

## 학력
- 중앙대학교 연극학 학사

## 출연작

### 영화
- 《늑대사냥》 (2022년) - 이태원 역
- 《수색자》 (2021년) - 배영국 중사 역
- 《운조》 (2020년) - 운조 역
- 《Going Home》 (2020년) - 배영국 역
- 《반도》 (2020년) - 컨테이너 군인 역
- 《아포리아》 (2020년) - 출입국 직원 역
- 《구조원들》 (2020년) - 꾼 역
- 《리어왕》 (2020년) - 석규 역
- 《모아쓴일기》 (2019년) - 성우 역
- 《거미》 (2019년) - 인부 역
- 《봉오동 전투》 (2019년) - 징수대원 역
- 《우리 지금 만나》 (2019년) - 관리자 역
- 《교환 학생》 (2019년) - 왕유식 역
- 《내가 사는 세상》 (2019년) - 김승현 역
- 《사랑 영화를 찍고 싶었다》 (2019년) - 철윤 역
- 《마산》 (2019년) - 상준 역
- 《너는 결코 서둘지 말라》 (2018년) - 런던작가 역
- 《알을 깨고 나온 새》 (2018년) - 준길 역
- 《보강촬영》 (2018년) - 철윤 역
- 《기사선생》 (2018년) - 관리자 역
- 《나빌레라》 (2018년) - 최두식 역
- 《다른하루》 (2018년) - 세진 역
- 《인랑》 (2018년) - 공안부 정예요원 (하수암거) 역
- 《City Lights》 (2017년) - 태현 역
- 《최고의 사랑》 (2017년) - 철윤 역
- 《명태》 (2017년) - 강건 역
- 《1987》 (2017년) - 동아일보 기자 2 역
- 《허삼관》 (2016년) - 수혈환자 역
- 《초인》 (2016년) - 양코치 역
- 《밤과함께》 (2016년) - 운전기사 역
- 《스카우팅 리포트》 (2016년) - 야구부원 역
- 《강남 1970》 (2015년) - 무덤가 영등포파 역

### 드라마 & 시트콤
- 《낭만닥터 김사부 3》 (2023년, SBS) - 어선에 타고 있었던 탈북민 역
- 《환혼 빛과 그림자》 (2022년, tvN) - 병구 역
- 《천원짜리 변호사》 (2022년, SBS) - 이명호 역
- 《보이스 4》 (2021년, tvN)
- 《무브 투 헤븐: 나는 유품정리사입니다》 (2021년, 넷플릭스) - 병원에서 난동피우는 남자 역
- 《사랑의 불시착》 (2020년, tvN) - 초소장 역
- 《어둠의자식들》 (2020년, 웹드라마) - 동수 역
- 《아름다운세상》 (2019년, JTBC) - 꽃집 주인 역
- 《녹두꽃》 (2019년, SBS) - 경군 포로 역
- 《사의 찬미》 (2018년, SBS) - 경찰 역
- 《데릴남편 오작두》 (2018년, MBC) - 신혼남 역
- 《키스먼저할까요》 (2018년, SBS) - 형사 역
- 《의문의 일승》 (2017년, SBS) - 띠엔오빠 역
- 《조작》 (2017년, SBS) - 바지사장 역
- 《귓속말》 (2017년, SBS) - 기용 수하 역
- 《초인가족 2017》 (2017년, SBS) - 병수 역
- 《리틀 몬스터》 (2016년, 웹드라마) 스크립터

### 연극
- 《어나더 컨트리》 (2020년) - 커닝햄 역
- 《지구를 지켜라》 (2020년) - 추형사 역